# Enginyeria de control
L'enginyeria de control és la disciplina de l'enginyeria que s'enfoca en la modelació matemàtica de processos. N'analitza el comportament dinàmic i utilitza la teoria de control per especificar paràmetres per fer funcionar els sistemes d'una manera predeterminada. En el camp de l'automatització l'enginyer de control supervisa els processos industrials. Per això fa servir sensors i altres sistemes de control. L'enginyeria de control i automatització es concentra, sobretot, en l'automatització de processos manuals. Aquesta es completa quan tota una línia de producció funciona del començament a la fi, amb el control de les màquines controladores sens intervenció humana.
S'ocupà des dels seus orígens de l'automatització i del control automàtic de sistemes industrials, sense intervenció humana directa. Camps com el control de processos, control de sistemes electromecànics, supervisió i ajustament de controladors i altres on s'apliquen teories i tècniques entre les quals podem destacar: Control òptim, control predictiu, control robust i control no lineal entre d'altres, tot això amb treballs i aplicacions molt diverses (investigació bàsica, investigació aplicada, militars, industrials, comercials, etc.), les quals han fet de l'enginyeria de control una matèria científica i tecnològica imprescindible avui dia.

## Història

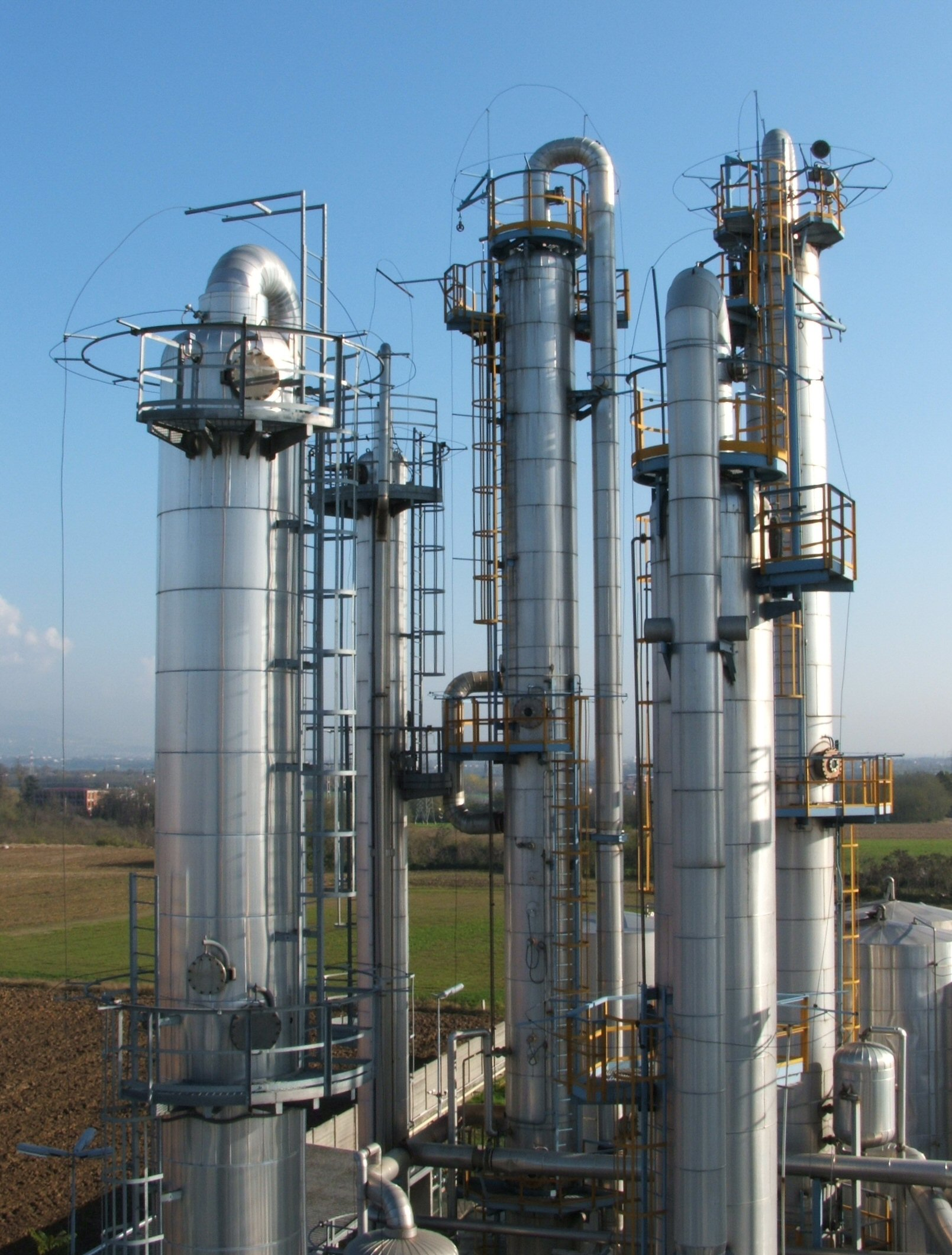
El control de torres de destil·lació és una de les aplicacions més desafiadores

Els sistemes de control automàtic es van desenvolupar per primer cop fa més de dos mil anys. Es creu que el primer dispositiu de control de retroalimentació registrat és el rellotge d'aigua de l'antic Ctesibi a Alexandria, Egipte, al voltant del segle iii. Va mantenir el temps regulant el nivell d'aigua en un recipient i, per tant, el flux d'aigua del recipient. Aquest certament va ser un dispositiu exitós ja que encara es fabricaven rellotges d'aigua de disseny similar a Bagdad quan els mongols van capturar la ciutat en 1258 EC. Al llarg dels segles s'ha utilitzat una varietat de dispositius automàtics per fer tasques útils o simplement per entretenir. Aquest últim inclou els autòmats, populars a Europa als segles XVII i XVIII, amb figures dansaires que repetien la mateixa tasca una vegada i una altra; aquests autòmats són exemples de control de bucle obert. Les fites entre la retroalimentació, o dispositius de control automàtic de "bucle tancat", inclouen el regulador de temperatura d'un forn atribuït a Drebbel, al voltant de 1620, i el controlador de bola centrífuga usat per regular la velocitat de les màquines de vapor per James Vatio el 1788.
En el seu article de 1868 "On Governors", James Clerk Maxwell va poder explicar les inestabilitats exhibides pel controlador de bola usant equacions diferencials per descriure el sistema de control. Això va demostrar la importància i la utilitat dels models i mètodes matemàtics per comprendre fenòmens complexos, i va marcar el començament del control matemàtic i la teoria de sistemes. Els elements de la teoria del control havien aparegut abans, però no de manera tan espectacular i convincent com en l'anàlisi de Maxwell.
La teoria del control va fer avenços significatius durant el segle vinent. Les noves tècniques matemàtiques, així com els avenços en les tecnologies electròniques i informàtiques, van fer possible controlar sistemes dinàmics significativament més complexos que els que podia estabilitzar el regulador de bola original. Les noves tècniques matemàtiques van incloure desenvolupaments en control òptim a les dècades de 1950 i 1960, seguits d'avenços en mètodes de control estocàstic, robust, adaptatiu i no lineal a les dècades de 1970 i 1980. Les aplicacions de la metodologia de control han ajudat a fer possibles els viatges espacials i els satèl·lits de comunicació, aeronaus més segures i eficients, motors d'automòbils més nets i processos químics més nets i eficients.
Abans de convertir-se en una disciplina única, l'enginyeria de control es practica com a part de l'enginyeria mecànica. La teoria de control s'ha estudiat com a part de l'enginyeria elèctrica, ja que els circuits elèctrics sovint es poden descriure fàcilment amb tècniques de teoria de control. En les relacions de control molt, en primer lloc, un corrent de sortida es representa amb una entrada de control de tensió. No obstant això, no tenir la tecnologia adequada per posar en pràctica sistemes de control elèctric, els dissenyadors es van quedar amb l'opció menys eficient i lent de respondre dels sistemes mecànics. Un controlador de mecànica molt eficaç que encara es fa servir àmpliament en algunes plantes hidroelèctriques és el governador. Més tard, previ a l'electrònica de potència moderna, els sistemes de control de processos industrials van ser ideades pels enginyers mecànics. Utilitzen dispositius de control de pneumàtics i hidràulics, molts dels quals encara estan en ús avui dia.

## Teoria del control
Hi ha dues divisions principals de la teoria de control, és a dir, clàssica i moderna, que tenen conseqüències directes sobre les aplicacions de control d'enginyeria. L'àmbit d'aplicació de la teoria clàssica de control es limita a una sola entrada i una sola (sortida SISO) disseny del sistema. L'anàlisi del sistema es realitza en el domini del temps utilitzant equacions diferencials, al complexa de domini amb la transformada de Laplace o en el domini de la freqüència mitjançant la transformació del complexa de domini. Tots els sistemes se suposa que són de segon ordre, una sola variable, i les respostes d'ordre superior i els efectes del sistema multivariable s'ignoren. Un controlador dissenyat utilitzant la teoria clàssica, en general requereix en el lloc d'ajustament a causa del disseny d'aproximacions. No obstant això, a causa de la facilitat en l'execució física dels dissenys de controladors en els controladors dissenyats utilitzant la teoria de control modern, aquests controladors són les preferides en la majoria de les aplicacions industrials. Els controladors més populars que es trobin sota l'enginyeria de control clàssics són controlador PID. En contrast, la teoria de control modern, és estrictament dut a terme en el complexa de domini o en el domini de la freqüència, i pot tractar amb múltiples entrades i múltiples de sortida (MIMO) de sistemes. Això supera les limitacions de la teoria de control clàssic per ser utilitzat en problemes de disseny sofisticat dels sistemes de control com el control d'avions de combat. En un sistema de controls moderns es representa en termes d'un conjunt d'equacions diferencials de primer ordre es defineixen utilitzant les variables d'estat. Lineal, multivariable, les teories de control adaptatiu i robust entrar en aquesta divisió. Sent bastant nou, la teoria de control modern, té moltes àrees encara no explorades. Estudiosos com Rudolf Kalman i Aleksandr Liapunov són ben conegudes entre les persones que han donat forma a la teoria de control moderna.

## Enginyeria automàtica

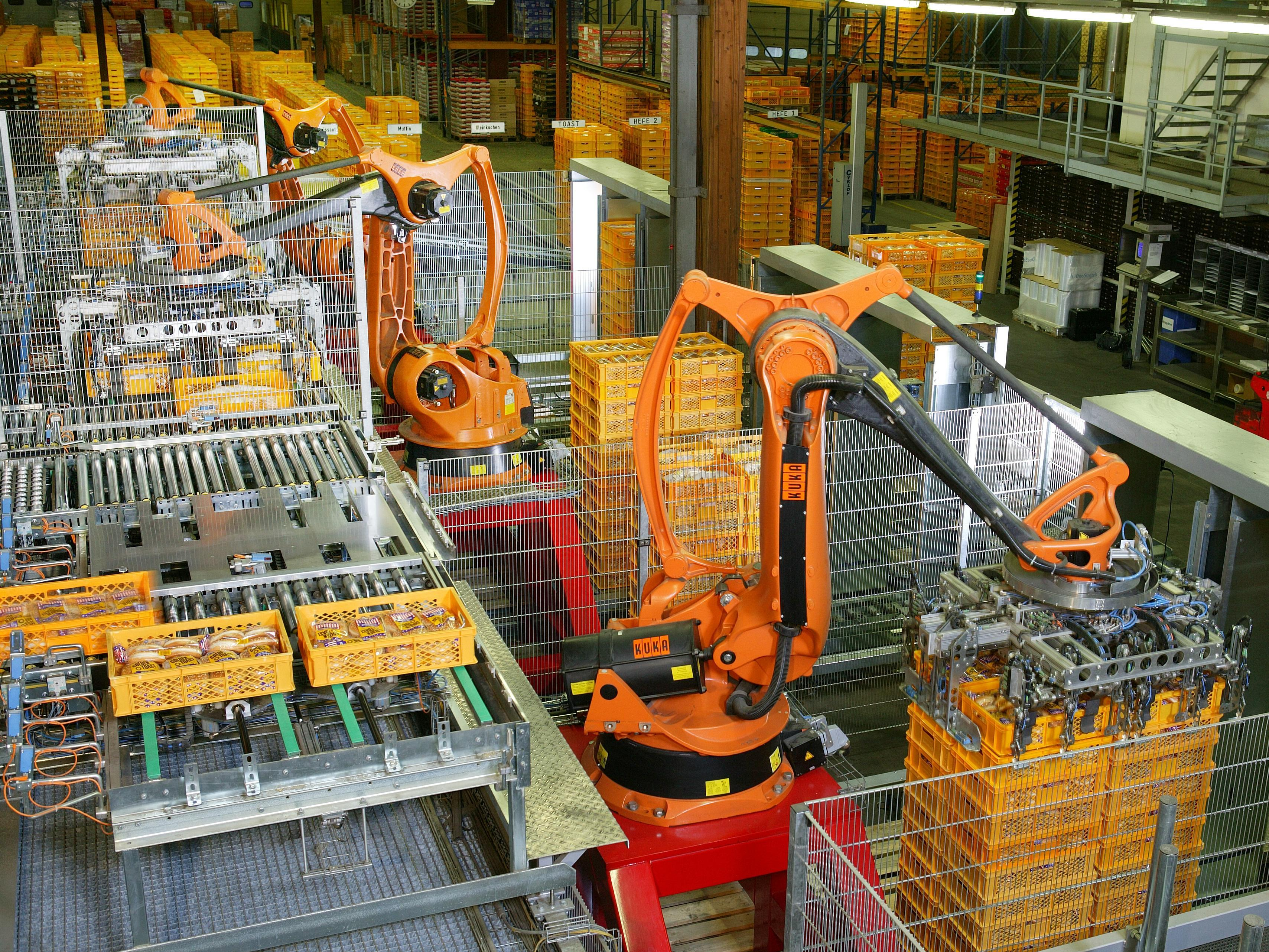
Robots industrials KUKA usats en la producció d'aliments per a forn.

L'enginyeria automàtica és una àrea multidisciplinar que s'encarrega de la concepció i desenvolupament d'autòmats, màquines industrials i d'altres processos automàtics.
L'enginyeria automàtica s'encarrega de l'automatització de processos tècnics a les àrees següents:
- Electrònica i indústria elèctrica
- Domòtica
- Enginyeria mecànica
- Automobilisme
- Aeronàutica i astronàutica
- Robòtica
- Govern electrònic
- Medicina

Dins de l'enginyeria automàtica es troben, entre d'altres, les subdisciplines següents:
- Instrumentació automàtica
- Tecnologia de sensors
- Regulació automàtica
- Control de processos
- Vigilància
- Diagnòstic de fallades
- Optimització
- Mecatrònica

El disseny, implementació i posada en marxa de sistemes automàtics és un procés molt metòdic. Aquests mètodes de l'enginyeria automàtica estan en part dividits en processos de l'Enginyeria Moderna.
Avui dia, l'enginyeria electrònica és una part integrant de l'enginyeria de control. Gairebé tots els sistemes automàtics funcionen amb ajuda de l'electrònica, i els sistemes automàtics queden basats en la mecànica en un segon pla. D'altra banda, els sistemes digitals estan prenent cada vegada més importància en aquesta àrea, en especial els microprocessadors i els convertidors digital-analògics (D/A) així com els analògic-digitals (A/D).
La majoria dels mètodes generals de l'enginyeria de control es basen en l'ús de models analítics del procés que es vol estudiar obtinguts de forma teòrica o experimental. A partir d'aquests models es poden fer servir mètodes científics per obtenir sistemes de control per a aquests. Aquesta part de l'automàtica té una gran importància, comptant amb els mètodes següents:
- Identificació i estimació de paràmetres
- Control adaptatiu
- Vigilància i diagnòstic de fallades
- Lògica difusa o control difús
- Algorismes evolutius
- Xarxes neuronals

Amb aquests mètodes es poden dissenyar sistemes intel·ligents amb reguladors basats en models que s'autoactualitzen i amb control de fallades, que poden prendre decisions en funció de la informació que obtenen a través dels seus sensors. Els mateixos són també de gran importància en mecatrònica i són usats també en el control digital de robots, màquines eina, motors, cotxes i sistemes pneumàtics i hidràulics.

## Promoció recent
Originalment, va ser l'enginyeria de control sobre tots els sistemes continus. Desenvolupament d'eines de control de l'ordinador, que planteja un requisit de l'enginyeria de control discret perquè el sistema de comunicacions entre l'equip de control basat en digital i el sistema físic es regeixen per un rellotge de l'ordinador. L'equivalent a la transformada de Laplace en el domini discret és la Transformada Z. Avui en dia molts dels sistemes de control són controlats per l'ordinador i consten de dos components digitals i analògics. Per tant, en la fase de disseny o components digitals s'assignen en el domini continu i el disseny es realitza en el domini continu, o components analògiques s'assignen en el domini discret i disseny es porta a terme allà. El primer d'aquests dos mètodes es troba més freqüentment en la pràctica pel fet que molts sistemes industrials tenen molts sistemes continus dels components, inclosos els sistemes mecànics, components elèctrics de fluid, biològiques i analògiques, amb alguns dispositius digitals.

## Sistemes de Control de l'Educació en Enginyeria
En moltes universitats, cursos d'enginyeria de control s'ensenyen a l'enginyeria elèctrica i electrònica, enginyeria mecànica i l'enginyeria aeroespacial, en altres s'està connectat a la informàtica, com la majoria de les tècniques de control d'avui en dia s'apliquen a través d'ordinadors, sovint com a sistemes integrats (com en la indústria automotriu de camp). El camp de control dins de l'enginyeria química és sovint conegut com el control de processos. Es tracta principalment amb el control de les variables en un procés químic en una planta. S'ensenya com a part del currículum de pregrau de qualsevol programa d'enginyeria química, i dona feina a molts dels mateixos principis en l'enginyeria de control. Altres disciplines d'enginyeria també se solapen amb l'enginyeria de control, ja que pot ser aplicat a qualsevol sistema pel qual un model adequat es poden derivar.
Enginyeria de Control s'ha diversificat, que inclouen aplicacions de la ciència, la gestió de les finances, i fins i tot el comportament humà. Els estudiants d'enginyeria de control pot començar amb un curs de control del sistema lineal de front amb el temps i el complex de s, que exigeix un fons a fons en la matemàtica elemental i la transformada de Laplace (anomenada teoria de control clàssic). En el control lineal, l'estudiant té la freqüència i anàlisi en el domini del temps. El control digital i cursos de control no lineal requereix z transformació i l'àlgebra, respectivament, i es podria dir de completar una educació bàsica de control. A partir d'aquí hi ha diverses ramificacions.

## Sistemes de Control
Enginyeria de control és la disciplina d'enginyeria que se centra en el modelatge d'una àmplia gamma de sistemes dinàmics (per exemple, els sistemes mecànics) i el disseny de controladors que farà que aquests sistemes es comportin de la manera desitjada. Tot i que els controladors no tenen per què ser elèctrica i, per tant, molts d'enginyeria de control és sovint vist com un subcamp de l'enginyeria elèctrica. No obstant això, la caiguda del preu dels microprocessadors fa l'aplicació efectiva d'un sistema de control essencialment trivial. Com a resultat d'això, l'enfocament canvia de nou a la disciplina de l'enginyeria mecànica, com el coneixement íntim del sistema físic que sovint és desitjat.
Circuits elèctrics, processadors de senyals digitals i microcontroladors poden ser utilitzats per implementar sistemes de control. Enginyeria de control té una àmplia gamma d'aplicacions, des del vol i sistemes de propulsió de dels avions comercials al control de velocitat presents en molts automòbils moderns.
En la majoria dels casos, utilitzen els enginyers de control de retroalimentació en el disseny dels sistemes de control. Això sovint es realitza mitjançant un sistema de controlador PID. Per exemple, en un automòbil amb control de velocitat de velocitat del vehicle està contínuament supervisada i alimentada de nou al sistema que ajusta el parell del motor en conseqüència. On hi ha informació periòdica, la teoria de control es pot utilitzar per determinar com el sistema respon a aquesta informació. Al s'aconsegueix pràcticament tot l'estabilitat d'aquests sistemes és important i la teoria de control poden ajudar a garantir l'estabilitat.
Encara que la retroalimentació és un aspecte important de l'enginyeria de control, els enginyers de control també poden treballar en el control dels sistemes sense reacció. Això es coneix com a control de llaç obert. Un exemple clàssic de control de llaç obert és una rentadora que s'executa a través d'un predeterminat cicle sense l'ús de sensors.
Las desventatges que té el control per llaç obert són:
-Mai es coneix la planta, com a molt es pot conèixer un model aproximat, per tant no es pot aconseguir un invers perfecte.
-No es pot utilitzar per controlar plantes inestables.
-No compensa pertorbacions al sistema.
-Si la planta té un grau relatiu major que zero, no es pot crear un controlador que la inverteixi, ja que no es pot fer una funció de transferència amb un grau menor a zero.